# 391. Sicherungs-Division
De 391. Sicherungs-Division (Nederlands: 391e Beveiligingsdivisie) was een Duitse infanteriedivisie in de Heer tijdens de Tweede Wereldoorlog. Deze divisie was betrokken bij de beveiliging van het Rückwärtigen Heeresgebietes (in de achterhoede gelegen legergebied) van de Heeresgruppe Mitte (Legergroep Midden). 

## Geschiedenis divisie[5]
De divisie werd op 23 maart 1944 door een naamswijziging van de staf en de ontbinding van de 391. Feldausbildungs-Division bij Witebsk  voor de Heeresgruppe Mitte opgesteld. De divisie kreeg de toevoeging zur besonderen Verwendung (voor speciaal gebruik).
De divisie werd gedurende de gehele oorlog voornamelijk in Oost-Pruisen voor veiligheidstaken in het achterste legergebied ingezet. Eerst voor de Heeresgruppe Mitte, en vanaf oktober 1944 voor de Heeresgruppe A. Aan het einde van de oorlog werd de divisie aan het front ingezet. Vanaf februari 1945 werd de divisie als divisiestaf z. b. V. 391 alleen bij het 9. Armee  (9e Leger) gebruikt, en aan de Oder ingezet. Vanaf april 1945 zou de divisiestaf door de staf van de 337e Infanteriedivisie uit Danzig vervangen worden, maar de divisie raakte tijdens de Slag om Halbe in Russisch krijgsgevangenschap. Een andere bron vermeldt dat de divisie tijdens de Slag om Berlijn in krijgsgevangenschap raakte.

## Commandanten
| Rang            | Naam                               | Begin                        | Eind             | Opmerking                                                   |
| --------------- | ---------------------------------- | ---------------------------- | ---------------- | ----------------------------------------------------------- |
| Generalleutnant | Albrecht Baron Digeon von Monteton | 23 maart 1944                | 5 september 1944 | Voormalige commandant van de 391. Feldausbildungs-Division. |
| Generalmajor    | Rudolf Sieckenius                  | 5 september 1944             | Februari 1945    |                                                             |
| Generalleutnant | Alexander Göschen                  | Februari 1945 - 1 maart 1945 | 25 maart 1945    |                                                             |
| Generalmajor    | Rudolf Sieckenius                  | 25 maart 1945                | 28 april 1945    | Gesneuveld tijdens de Slag om Berlijn.                      |

## Gebieden van operaties
- Oostfront, centrale sector
- Nazi-Duitsland, oost-Duitsland

## Samenstelling
De samenstelling van de divisie bestond uit oude vrijwilligers, dienstplichtigen, non-combattanten (oorlogsdeelnemers) (inclusief: bakkers, bedienden, post personeel en technisch personeel), en herstellende van een verwonding geraakt personeel. 
- Grenadier-Regiment 95 met Alarm-Bataillonen 61 tot 64
- Fahnenjunker-Regiment 1233
- Artillerie-Regimentsstab 391
- Versorgungs-Regiment 391

28 november 1944:
- Festungs-MG-Bataillon 23
- Festungs-Infanterie-Bataillon 1435

Stab Steiert met:
- Festungs-Pak-Kompanie 1/II
- Festungs-Pak-Kompanie 4/II
- Festungs-Pak-Kompanie 5/II
- Festungs-Pak-Kompanie 3/V
- Festungs-Pak-Kompanie 4/V
- Festungs-Pak-Kompanie 5/V
- Festungs-Pak-Kompanie 6/V
- Festungs-Pak-Kompanie 1/VI
- Nachrichten-Abteilung 1541

9 februari 1945:
- Einsatz-Kompanie SS-Panzergrenadier-Ersatz-Bataillon
- Reserve-Kompanie SS-Panzergrenadier-Ersatz-Bataillon
- Pionier-Brückenspreng-Kommando
- 1e en 3e / schwere Flak-Abteilung 656
- Pionier-Sperr-Bataillon z.b.V. 953
- Panzer-Zerstörer-Trupp / Polizei-Regiment Hartmann
- Arko Oberstleutnant Rogge
- Brücken-Kommandant Fürstenberg
- 5 Alarm-Bataillone
- 1 Volkssturm-Bataillon